# Olivvingad bulbyl
Olivvingad bulbyl (Pycnonotus plumosus) är en fågel i familjen bulbyler inom ordningen tättingar.

## Utseende och läte
Olivvingad bulbyl är en stor (19–20,5 cm) och enfärgad bulbyl med rätt litet huvud. Fjäderdräkten är dämpat brun med gråstreckade öriontäckare, röda ögon och olivgröna vingpaneler. Andra liknande bruna bulbyler kan ha grönt i vingen, men inte lika tydligt. Sången består av en enkel serie bubblande melodier uppblandat med vassare toner.

## Utbredning och systematik
Olivvingad bulbyl delas in i sju underarter med följande utbredning:
- Pycnonotus plumosus plumosus – förekommer på Malackahalvön, i Riauarkipelagen samt på östra Sumatra och Java
- Pycnonotus plumosus porphyreus – förekommer på västra Sumatra, på Nias och på ögrupperna Batu, Banyak och Mentawi
- Pycnonotus plumosus billitonis – förekommer på västra och södra Borneo och på Belitung
- Pycnonotus plumosus hutzi – förekommer på norra och östra Borneo
- Pycnonotus plumosus chiroplethis – förekommer på Anambasöarna
- Pycnonotus plumosus hachisukae – förekommer på ögruppen Banggai, på angränsande öar utanför nordöstra Borneo samt på Mapun
- Pycnonotus plumosus sibergi – förekommer på ön Bawean

Underarterna billitonis, chiroplethis och sibergi inkluderas ofta i nominatformen.

## Levnadssätt
Olivvingad bulbyl hittas i låglänta skogar, skogsbryn och mangroveträsk. Födan består av bär, frukt och ryggradslösa djur. Den ses vanligen enstaka eller i par, ibland i små familjegrupper och vanligen lågt.

## Status
Arten har ett stort utbredningsområde och beståndet anses stabilt. Internationella naturvårdsunionen IUCN listar den därför som livskraftig (LC).

## Bilder

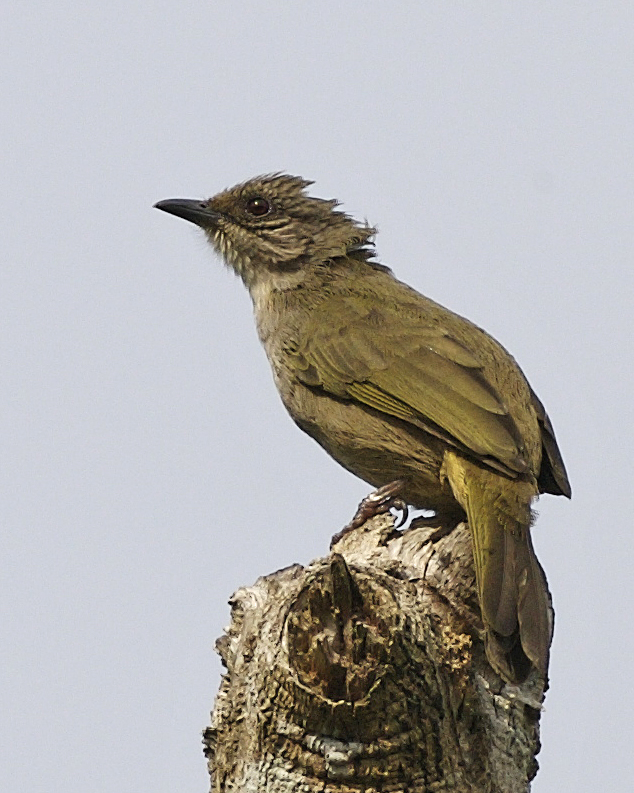
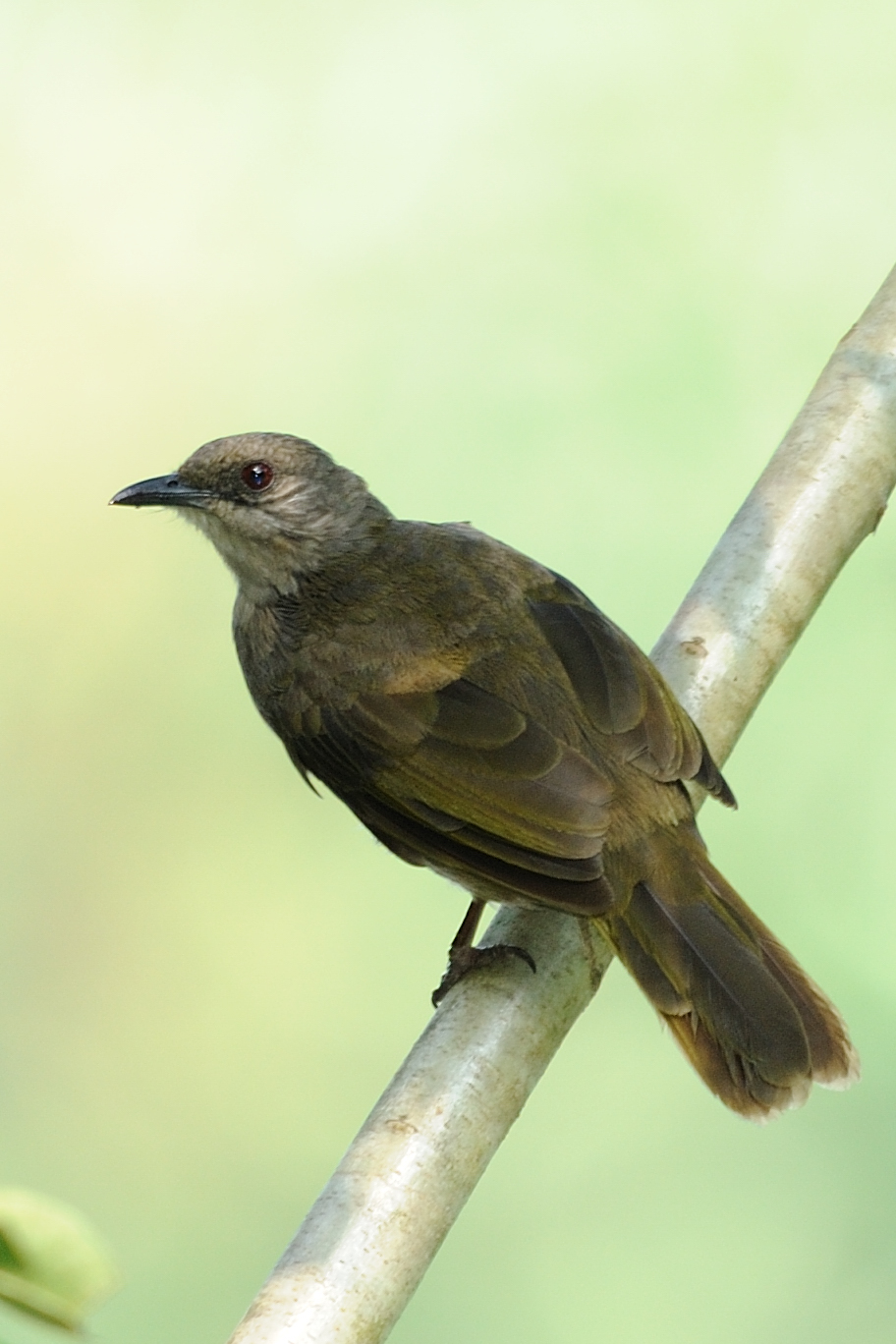